# Canals del Son
Els canals del Son són un sistema d'irrigació a diversos districtes de Bihar que agafen l'aigua del riu Son. La idea d'utilitzar les aigües del Son va sorgir a mitjan segle xix i fou cosa del coronel C. H. Dickens. El projecte fou iniciat per la East India Irrigation and Canal Company, però la tasca la va agafar el govern el 1868. El 1873 va començar a operar. El canal principal té 351 km, les branques 240 km i els distributaris 1.957 km.